# Potatura

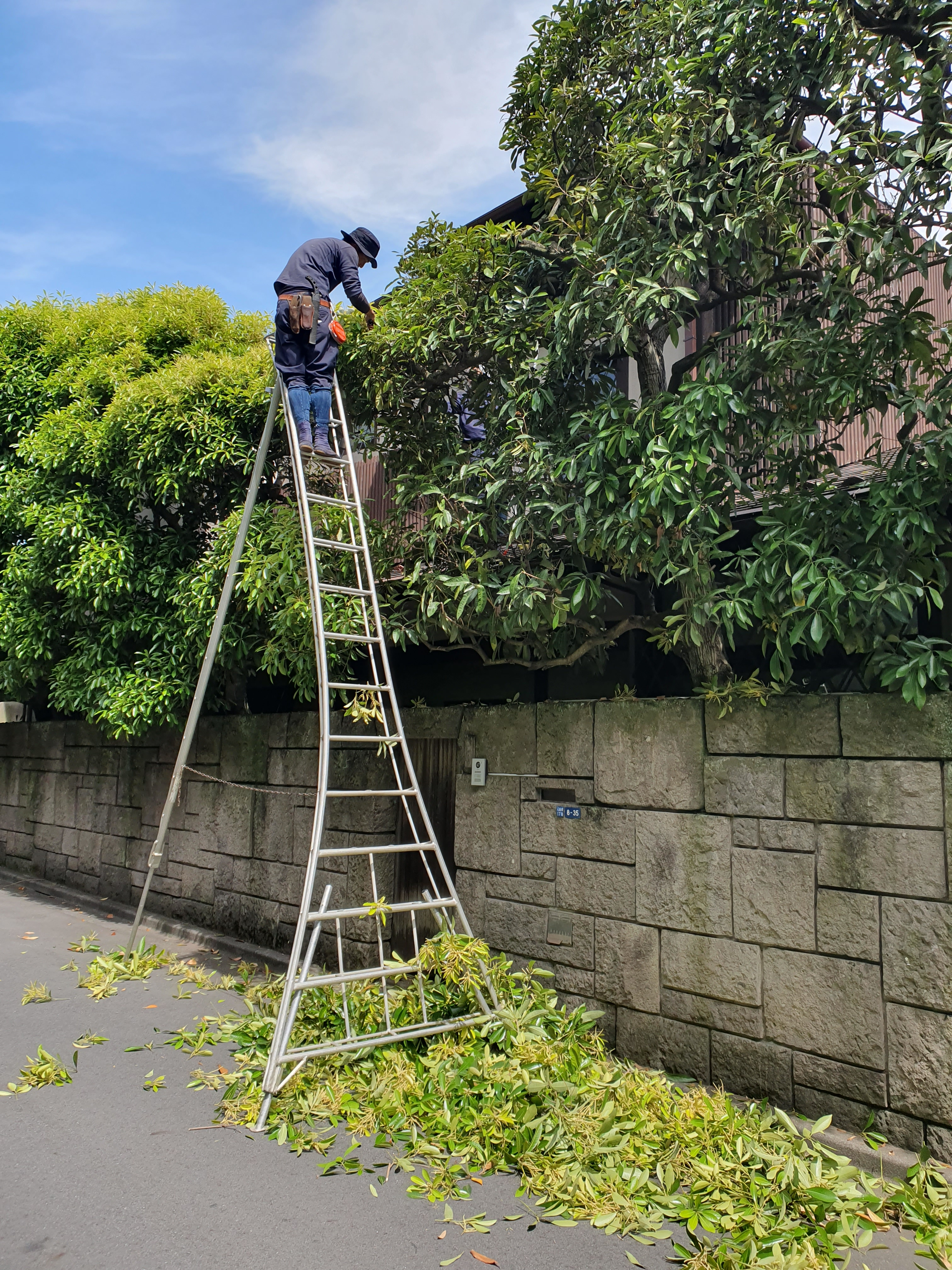
Potatura in Giappone

La potatura consiste in una gamma di interventi atti a modificare il modo naturale di vegetare e di fruttificare di una pianta.
Si tratta di interventi cesori, di modificazioni di posizione dei rami e di altri interventi quali trattamenti con fitoregolatori che modificano in modo analogo ai tagli l'habitus della pianta o di sue parti, la cosiddetta “potatura chimica”. Pur essendo possibili interventi di potatura sulle piante erbacee (es. cimatura del tabacco), normalmente la potatura è condotta sulle piante arboree da frutto e ornamentali.
La potatura è necessaria solo quando si nota nella pianta qualche problema o qualche ramificazione troppo estesa, che può cambiare il benessere e la produttività della pianta (sia in termini di crescita generale sia in quanto a fiori e frutti). I polloni, ad esempio, vanno generalmente eliminati subito. 
Ogni pianta ha bisogno di una potatura differente, ed è bene scegliere sia la tipologia sia il periodo migliore per effettuarla.

## Obiettivi della potatura
La potatura si propone di modificare la pianta per raggiungere una serie di obiettivi:
- dare alla pianta una forma idonea all'utilizzazione ottimale della luce (ma anche per facilitare le operazioni colturali);
- accelerazione dello sviluppo dei giovani alberi per raggiungere al più presto lo scheletro definitivo e l'entrata in produzione;
- avere una migliore e più rapida produzione di frutti;
- raggiungimento di un equilibrio chioma/radici e fase vegetativa/fase riproduttiva, per una produzione alta, costante, di qualità;
- far sì che le piante si adattino alla fertilità agronomica;
- estendere il ciclo produttivo nelle piante senescenti.

## Metodi di potatura
Gli interventi praticati con la potatura sono:
- Soppressione: asportazione con un taglio netto, alla base, di branche, rami e germogli
- Cimatura: eliminazione dei nodi terminali di un ramo (potatura verde)
- Spuntatura: eliminazione dei nodi terminali di un ramo (potatura invernale)
- Scacchiatura o sfemminellatura : eliminazione di germogli avventizi presenti sul tronco
- Raccorciamento: asportazione di una porzione più o meno lunga della parte distale di un ramo
- Speronatura: accorciamento che lascia solo i 2-3 nodi prossimali
- Stroncatura: taglio del tronco alla base, per favorire il ricaccio
- Spollonatura: asportazione dei polloni
- Diradamento: eliminazione di fiori, frutti o rami ritenuti in soprannumero
- Sfogliatura: eliminazione di una parte delle foglie
- Decorticazione anulare: asportazione di un anello di corteccia per favorire la fruttificazione della parte apicale del ramo
- Intaccatura: vengono praticati due tagli a V sopra una gemma per asportare una parte di corteccia e favorire l'emissione di un germoglio
- Incisione: consiste in un taglio che si approfondisce fino all'alburno con lo scopo di indebolire il vigore vegetativo nelle piante da frutto
- Infrangimento: parziale rottura di rami eccessivamente vigorosi per forzarli a fruttificare
- Intaglio: serie di tagli ottenuti con una sega a lama spessa per poter inclinare branche di grosse dimensioni
- Curvatura: non sono previsti tagli ma il piegamento ad arco di rami di cui si vuole rallentare lo sviluppo vegetativo
- Inclinazione: non sono previsti tagli, se non per le branche o rami di grosse dimensioni (vedi l'intaglio), ma l'inclinazione del ramo senza curvatura per favorire l'emissione di nuovi rami
- Divaricazione: non sono previsti tagli ma l'utilizzo di divaricatori per una giusta inclinazione delle branche
- Piegatura: non sono previsti tagli ma l'inclinazione verso il basso di un ramo per rallentare lo sviluppo vegetativo
- Torsione: non sono previsti tagli ma la parziale rotazione di un ramo intorno al suo asse con parziale rottura dei vasi legnosi e stimolazione a fruttificare
- Scapo fiorale: togliere il fiore dell'aglio o cipolla

## Attrezzi necessari
- La forbice da potatura: deve essere proporzionata alla mano, né pesante, né leggera. Le forbici funzionano bene se taglienti, se non si pretende di tagliare rami fuori misura, ad esempio. La lama deve scorrere alla perfezione sul ciglio della ganascia: perché ci sia un taglio regolare il gioco fra l’una e l’altra deve essere minimo. Con la forza basta imprimere una leggera pressione al ramo in senso contrario al taglio per ottenere eccellenti risultati: tagli lisci e netti.
- Seghetto: ha il difetto di lasciare un taglio non liscio e rasposo quando i suoi denti non sono allineati. Ci sono seghetti tascabili, comodi per piccoli tagli, usati specialmente su piante allevate in forme obbligate; ci sono anche seghetti lunghi e sottili, in acciaio, di varie dimensioni.
- Falcetto: grosso coltello che serve per ripassare i tagli eseguiti dalla sega. Ci sono falcetti di diversa grandezza: il più usato ha una lama di 8/9 cm. Viene anche usato in sostituzione delle forbici perché il suo taglio risulta perfetto: però è poco comodo e rapido. Occorre fare attenzione quando si manovra il falcetto per non colpire un punto non voluto del ramo.
- Accetta: grazie a essa si tagliano rami di piccole e medie dimensioni.  Il manico è lungo in modo da facilitare il raggiungimento dei rami più alti, la lama è sottile e favorisce tagli netti e precisi. Una lama procurerà tagli più efficaci e profondi solo se sarà affilata spesso e in maniera adeguata. Per affilare la lama o per riportarla a livelli ottimali qualora si fosse arrugginita, si dovrà usare uno strumento apposito: come un acciaino, una cote o una macchina affilatrice.
- Forbice pneumatica: la forbice è applicata a un’asta tubolare e viene azionata dall’aria compressa. L’asta può allungarsi fino a 4 m e questo permette di lavorare con i rami più alti.
- Sega rotante: il diametro è di circa 150/200 mm e con essa si segano rami con diametri da 45 a 110 millimetri. La sega, girando velocemente, esegue in modo rapido tagli precisi all’altezza anche di 3/3,5 m.
- Cesoie: si utilizzano per tagliare i rami non troppo spessi. Cesoie scadenti, di scarsa qualità, con le lame poco affilate o che si allargano mentre si taglia, rischiano di strappare o rompere i rami quando si andrà a reciderli.  Possono essere di grandi dimensioni. La cesoia per siepi è dotata di manici telescopici in alluminio, allungabili di 20 cm, per un raggio d'azione totale di 90 cm. La cesoia per siepi telescopica consente un raggio di azione maggiore ed è ideale per siepi più alte e più larghe.

## Tipi di potatura

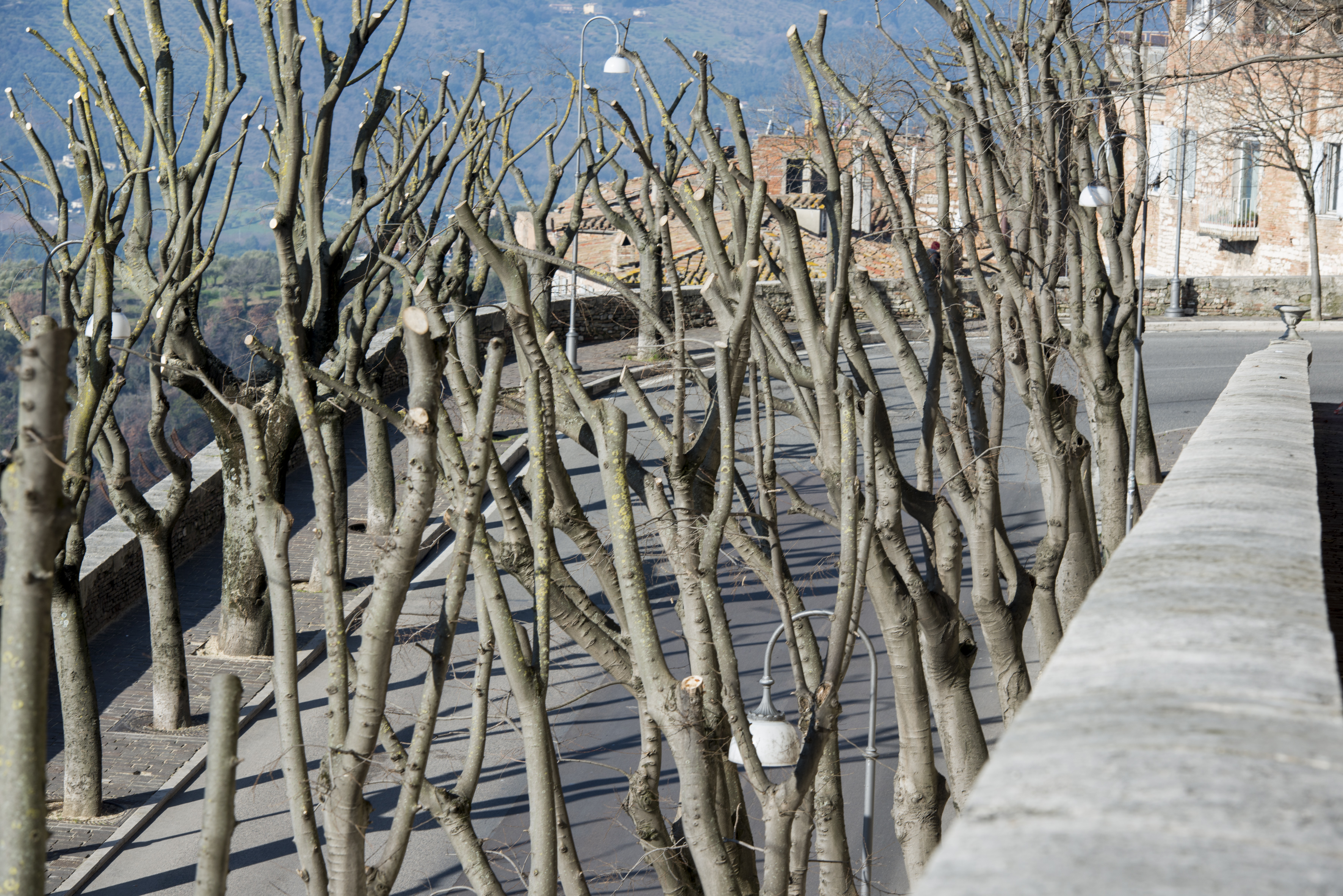
Viale di alberi capitozzati a Perugia

La potatura è distinta in base allo scopo e alla stagione in cui viene eseguita, ricordiamo di seguito quelle più utilizzate:
- Potatura di allevamento o di formazione: praticata con l'intento di dare alle giovani piante la forma ottimale per lo sfruttamento razionale dello spazio e della luce
- Potatura di fruttificazione o di produzione: praticata con l'intento di favorire lo sviluppo dei rami che portano fiori e/o frutti per migliorarne la qualità; e per mantenere il giusto equilibrio tra attività produttiva e vegetativa della pianta
- Potatura di trapianto: eseguita alla fine dell'inverno, nel momento della messa a dimora delle piantine, per eliminare le radici rovinate, contorte o mal disposte e per effettuare il taglio o intestatura dell'Astone all'altezza dell'impalcatura
- Potatura di riforma o di ristrutturazione: praticata quando sorge l'esigenza di variare la forma di un albero, ritenuta non più idonea ai fini produttivi (ad esempio l'adozione di macchinari per la raccolta dei frutti meccanizzata) od ornamentali
- Potatura di ringiovanimento: praticata con l'intento di rinnovare le piante ormai senescenti, al fine di stimolare la produzione di nuovi rami
- Potatura di risanamento o di rimonda: praticata per eliminare le parti di chioma disseccate, spezzate o attaccate da parassiti
- Potatura invernale: praticata per attivare la vegetazione con tagli più o meno ampi a seconda degli scopi, come per il melograno che si consiglia la potatura verso la fine dell'inverno, tra febbraio e marzo[1]
- Potatura verde o estiva: eseguita durante il ciclo vegetativo con lo scopo di deprimere il vigore vegetativo di alcune parti della pianta a favore di altre, con operazioni di spuntatura, scacchiatura, sfemminellatura, diradamento dei frutticini, sbottonatura dei bottoni floreali, cimatura, spollonatura, etc..
- Potatura in ambito forestale praticata su:
  - Rami verdi: per ottenere il sollevamento della chioma, nelle conifere si parla di spalcatura; non viene effettuata sulle specie di difficile cicatrizzazione come il Faggio o l'Abete rosso e nelle piante più vecchie
  - Rami secchi: praticata nell'Arboricoltura da legno per evitare l'inglobamento dei monconi dei rami nel legno, onde evitare la formazione di nodi e il conseguente deprezzamento commerciale; in Silvicoltura viene a volte praticata allo scopo di migliorare le condizioni di luminosità del sottobosco e per attenuare i pericoli di incendio e gli attacchi dei parassiti